# 2. Sinfonie (Mozart)
Die ursprünglich Wolfgang Amadeus Mozart zugeschriebene Sinfonie in B-Dur KV 17 ist ein Werk unbekannter Autorschaft in der Besetzung 2 Oboen, 2 Hörner in B, Violinen, Viola, Cello, Kontrabass (in zeitgenössischen Orchestern war es zudem üblich, auch ohne gesonderte Notierung Fagott und Cembalo einzusetzen).
Die Sinfonie erhielt in der ersten Ausgabe des Köchelverzeichnisses die Sinfonie-Nummer 2, in der dritten Auflage des Köchelverzeichnisses wird das Werk unter der KV-Nummer „223a“ im Anhang geführt, in der sechsten Auflage dann unter dem Kürzel „Anh. C 11.02“.
Das Werk, von dem ein vollständiger und „ziemlich vollständig instrumentiert[er]“ Partitur-Entwurf vorliegt, stammt der aktuellen Forschung nach weder von W. A. Mozart noch von Leopold Mozart. „Dem Typus der Sinfonie Johann Christian Bachs, damals für Mozart der einzig maßgebende, steht mindestens der 1. Satz der Sinfonie völlig fern; auch andere ›innere Gründe‹ sprechen hier gegen Mozarts Autorschaft. Höchstens das Menuett könnte Mozart für Aufführungszwecke eingefügt haben, hat aber auch das nicht ausgefüllt.“

## Zur Musik
Erster Satz: Allegro
B-Dur, 4/4-Takt, 96 Takte, Entwurfsfassung
Die Audiowiedergabe wird in deinem Browser nicht unterstützt. Du kannst die Audiodatei herunterladen.
Zweiter Satz: keine Satzbezeichnung, vermutlich Andante
Es-Dur, 2/4-Takt, 62 Takte, nur für Streicher, Entwurfsfassung
Dritter Satz: Menuetto
Menuetto I: B-Dur, 3/4-Takt, 28 Takte 

Menuetto II: Es-Dur, 3/4-Takt, 32 Takte, Entwurfsfassung
Vierter Satz: Presto
B-Dur, 3/8-Takt, 140 Takte, Entwurfsfassung